# La Voz de la Ciencia (álbum)
La Voz de la Ciencia es el undécimo disco-libro de divulgación científica del grupo musical Aviador Dro editado en el año 2012 por el sello "PIAS Spain".

Bajo un punto de vista más genérico "La Voz de la Ciencia" se trata de un proyecto abierto y multidisciplinar promovido por la Asociación La Voz de la Ciencia, Aviador Dro y un conjunto de científicos, artistas y expertos en cultura científica.
El proyecto se enmarca en la interconexión Arte Ciencia Tecnología y Sociedad (ACTS), sobre los desafíos científicos y tecnológicos del siglo XXI desde la óptica de su impacto en la sociedad y la mentalidad humana desde una doble visión unificada, la científica y la artística.

Uno de los elementos centrales del proyecto ha sido la publicación por parte de PIAS Spain del libro-CD "La Voz de la Ciencia" en una edición limitada de 1000 copias. El libro, de 172 páginas, incluye 18 artículos ilustrados de divulgación científica de frontera firmados por ilustres personalidades científicas como Rosalind Picard, Adolfo Castilla, Manuel Toharia, Yaiza Martínez, Antonio Martínez Ron o Manuel Martín-Loeches y Aubrey de Grey entre otros y un CD con 13 nuevos retos científico-bailables del Aviador Dro.

Cada canción del CD se corresponde con un artículo del libro (Véase lista de canciones, artículos y autores de ambas). La mayoría de dichos artículos están publicados en la web https://web.archive.org/web/20120831102133/http://www.lavozdelaciencia.com/ por separado y en algunos casos incluyendo enlaces a vídeos y canciones en directo o grabadas.

## Lista de canciones, artículos y autores de ambas
| Título canción (autor)                                                           | Duración | Título artículo (autor) |
| -------------------------------------------------------------------------------- | -------- | --- |
| Entrelazados (Servando Carballar, Alejandro Sacristán)                           | 4:26     | Ordenadores cuánticos (Ignacio Cirac) |
| Bosón de Higgs (Servando Carballar, Alejandro Sacristán)                         | 4:10     | La partícula de Dios (Ana Ramírez de Arellano) |
| Terraformador (Servando Carballar, Alejandro Sacristán)                          | 3:46     | Terraformación de Titán (Carlos Peña) |
| Homo Sapiens 3.0 (Servando Carballar, Alejandro Sacristán)                       | 3:59     | La gran convergencia tecnológica NBIC, escenarios alternativos (Adolfo Castilla) El largo viaje hacia el cerebro aumentado (Antonio Martínez Ron) Los laberintos del cerebro humano (Manuel Martín-Loeches) Affective Computing (Rosalind Picard) Realidad Aumentada: una convergencia de lo real y lo virtual para un mundo mejor (Alejandro Sacristán) |
| Multiverso (Servando Carballar, Alejandro Sacristán)                             | 3:58     | El lado oscuro del Universo (Manuel Toharia) |
| Tiempo para Amar (Servando Carballar, Alejandro Sacristán)                       | 4:34     | Escape Velocity: Why the Prospect of Extreme Human Life Extension Matters Now (Aubrey de Grey) |
| Aqua (Servando Carballar, Alejandro Sacristán)                                   | 3:51     | Mira quién habla (Pablo Herreros) |
| Simbionte (Servando Carballar, Alejandro Sacristán)                              | 4:38     | La era de la Postgenómica (Alba de Lorenzo y Federico Morán) |
| Ingenieros del Clima (Servando Carballar, Alejandro Sacristán)                   | 4:52     | CCI El Cambio climático intencionado (Jorge Alcalde) Chispazos de vida consciente (Emilio Rey) Frenar el Cambio Climático (Yaiza Martínez) |
| El momento de la Singularidad (Servando Carballar, Alejandro Sacristán)          | 4:39     | ¿Está cerca la Singularidad? (Giulio Prisco) |
| Disrupción Tecnológica en la Educación (Servando Carballar, Alejandro Sacristán) | 4:22     | Disrupción tecnológica en la educación (Alejandro Sacristán) |
| El Lado Oscuro del Universo (Servando Carballar, Alejandro Sacristán)            | 4:57     | El lado oscuro del Universo (Manuel Toharia) |
| La Voz de la Ciencia (Servando Carballar, Alejandro Sacristán)                   | 5:53     | Convergencias de la divergencia: la senda tecnológica hacia la singularidad (Pedro Serena) |